# Historier från Hälsingland
Historier från Hälsingland är ett poddradioprogram grundat 2017.
Varje avsnitt publiceras kl. 00:01 på fredagsmornar. Podden, som leds av Robert Fors och Viktor Hansson, innehåller en eller flera spökhistorier, sägner, mord och andra historier som på något sätt har med landskapet Hälsingland att göra.

## Historik
Det första avsnittet av Historier från Hälsingland släpptes 30 maj 2017 och handlade om "Dubbelmörderskan från Bjart" och "Dårhuset i Norrfly". Sedan starten har det sänts 44 avsnitt (Mars 2019). 
Sedan hösten 2017 deltar och anordnar poddens programledare olika former av berättarkvällar där programledarna berättar sägner, spökhistorier, mordhistorier och andra spektakulära händelser som sägs ha utspelat sig i Hälsingland med omnejd.   
Under hösten 2018 släpptes boken Historier från Hälsingland som är en samling med de mest önskade historierna från podden samt tidigare osläppta berättelser.  

## Produktion och distribution
Podden produceras av programledarna Robert Fors och Viktor Hansson. 

## Källhänvisningar
- http://www.historierfranhalsingland.se/
- https://www.land.se/landkoll/podden-historier-fran-halsingland-gor-succe/?fbclid=IwAR2Yu1DwPn0oOjNzQRugYnBw0j4i8VTyEHZoDyUIyg41OBmTiOtNdmBlAOI
- https://www.helahalsingland.se/logga-in/mord-sagner-och-halsingemystik-succe-for-berattarkvall-finns-sa-mycket-att-plocka-lokalt
- https://radioljusdal.podbean.com/
- https://www.helahalsingland.se/artikel/ljusdals-kommun/bok-om-sagner-och-spokhistorier-gor-succe-tacksam-over-att-folk-vill-lasa?fbclid=IwAR3aJkf9UliC4kjQCUFd8mdmsbKxKbkm7TolYU10QVTQen_TOJEBLxNsxJ4
- https://www.helahalsingland.se/logga-in/duon-som-ar-helt-salda-pa-historier-fran-halsingland-vittror-och-grymma-mord-i-poddformat